# Klaus Gottstein
Klaus Gottstein (* 25. Januar 1924 in Stettin; † 20. März 2020 in Gauting) war ein deutscher Physiker und Friedensforscher.

## Leben
Gottstein studierte nach dem Abitur in Berlin-Dahlem Physik an der Universität Göttingen. Das Studium schloss er 1951 mit dem Diplom ab. Danach forschte er am Max-Planck-Institut für Physik in Göttingen in der experimentellen Abteilung von Karl Wirtz, wo Martin Teucher Kernemulsionsplatten mit Bahnen von Teilchen kosmischer Höhenstrahlung auswertete – damals die Hauptquelle hochenergetischer Teilchen vor dem Aufschwung der Teilchenbeschleuniger. Diese Technik hatte er bereits in Bristol in den Jahren 1950 und 1951 bei dem Nobelpreisträger Cecil Powell kennengelernt. 1953 wurde er in Göttingen promoviert mit einer Dissertation über schwere Kerne in der kosmischen Höhenstrahlung und deren Reaktionen, wobei er Messergebnisse von Ballonexperimenten in Italien unter Powell und Edoardo Amaldi auswertete. Gottstein leitete nach dem Weggang von Teucher die Göttinger Kernemulsionsgruppe. Hier wertete er neben der kosmischen Strahlung Plattenaufnahmen aus Experimenten am Linearbeschleuniger in Stanford aus, wo Gottstein 1955 forschte. Auch forschte er am Cosmotron in Brookhaven und am Bevatron in Berkeley. 1956/57 lernte er bei Luis Walter Alvarez in Berkeley die Blasenkammertechnik kennen. Bald darauf wertete die Gruppe um Gottstein Blasenkammeraufnahmen aus. Diese waren dann auch das Thema seiner Habilitation in München (1960), wohin das Max-Planck-Institut für Physik umgezogen war. Seit 1961 war er wissenschaftliches Mitglied des MPI für Physik und wurde 1965 Leiter der experimentellen Abteilung. 1966 wurde eine zweite experimentelle Abteilung unter Ulrich Stierlin gegründet. Ab 1969 teilte Gottstein sich die Leitung mit Norbert Schmitz.
Um 1970 wandte er sich gesellschaftspolitischen Aufgaben der Physik und der Wissenschaftsadministration zu. 1971 bis 1974 war er Wissenschafts-Attaché an der Deutschen Botschaft in Washington D.C. Danach war er im Auftrag von Carl Friedrich von Weizsäcker im Beratenden Ausschuss für Forschung und Technologie (BAFT) der Bundesrepublik tätig und wirkte an Weizsäckers Starnberger Max-Planck-Institut zur Erforschung der Lebensbedingungen der wissenschaftlich-technischen Welt bis zu dessen Emeritierung 1980.
1976 wurde Gottstein Sprecher der deutschen Pugwash-Gruppe. Er befasste sich mit Rüstungskontrolle, Energieversorgung, Ost-West-Zusammenarbeit (unter anderem im Rahmen der KSZE) und Technologien für Entwicklungsländer. 1983 bis 1991 war er in der Deutschen UNESCO-Kommission und 1981 bis 1983 im Beratungsgremium für Wissenschaft und Technologie der UNESCO. Ab 1983 leitete er bis zu seiner Emeritierung 1992 die Forschungsstelle Gottstein in der Max-Planck-Gesellschaft, die sich mit Fragen im Grenzbereich von Wissenschaft und Politik befasste. Diese Forschungsstelle, die sich in München in einem Bürogebäude am Frankfurter Ring befand, wurde 1992 geschlossen. Themen in den 1980er Jahren waren unter anderem das US-amerikanische SDI-Programm und Fragen der Ost-West-Strategie. Von deutscher Seite war er wesentlich an den Amaldi-Konferenzen zur Rüstungskontrolle beteiligt. 1992 wurde er emeritiert; als emeritiertes Wissenschaftliches Mitglied der Max-Planck-Gesellschaft erhielt er einen Arbeitsplatz an der Universität der Bundeswehr bei München. 1989 bis 1995 stand er dem Arbeitskreis Kultur und Entwicklung (AKE) vor, der sich mit auswärtiger Kulturpolitik und Entwicklungspolitik befasste.
2011 erhielt er das Bundesverdienstkreuz am Bande.
Klaus Gottstein war Enkel von Leo Gottstein; sein Großonkel war Adolf Gottstein. Der Mediziner Ulrich Gottstein ist sein Bruder.